# Henry Vail
Henry Vail (* 1782 bei Millbrook, New York; † 25. Juni 1853 in Troy, New York) war ein US-amerikanischer Politiker. Zwischen 1837 und 1839 vertrat er den Bundesstaat New York im US-Repräsentantenhaus.

## Werdegang
Henry Vail wurde während des Unabhängigkeitskrieges bei Millbrook geboren. Er erhielt eine bescheidene Schulbildung. Zwischen 1806 und 1815 war er als Einzelhändler tätig und zwischen 1815 und 1832 als Großhändler. Politisch gehörte er der Demokratischen Partei an. Bei den Kongresswahlen des Jahres 1836 für den 25. Kongress wurde Vail im neunten Wahlbezirk von New York in das US-Repräsentantenhaus in Washington, D.C. gewählt, wo er am 4. März 1837 die Nachfolge von Hiram P. Hunt antrat. Im Jahr 1838 erlitt er bei seiner Wiederwahlkandidatur eine Niederlage und schied nach dem 3. März 1839 aus dem Kongress aus. Nach seiner Kongresszeit nahm er in Troy wieder seine früheren Geschäfte auf, wo er am 25. Juni 1853 starb. Sein Leichnam wurde dort auf dem Oakwood Cemetery beigesetzt.